# Zahrada Isuien

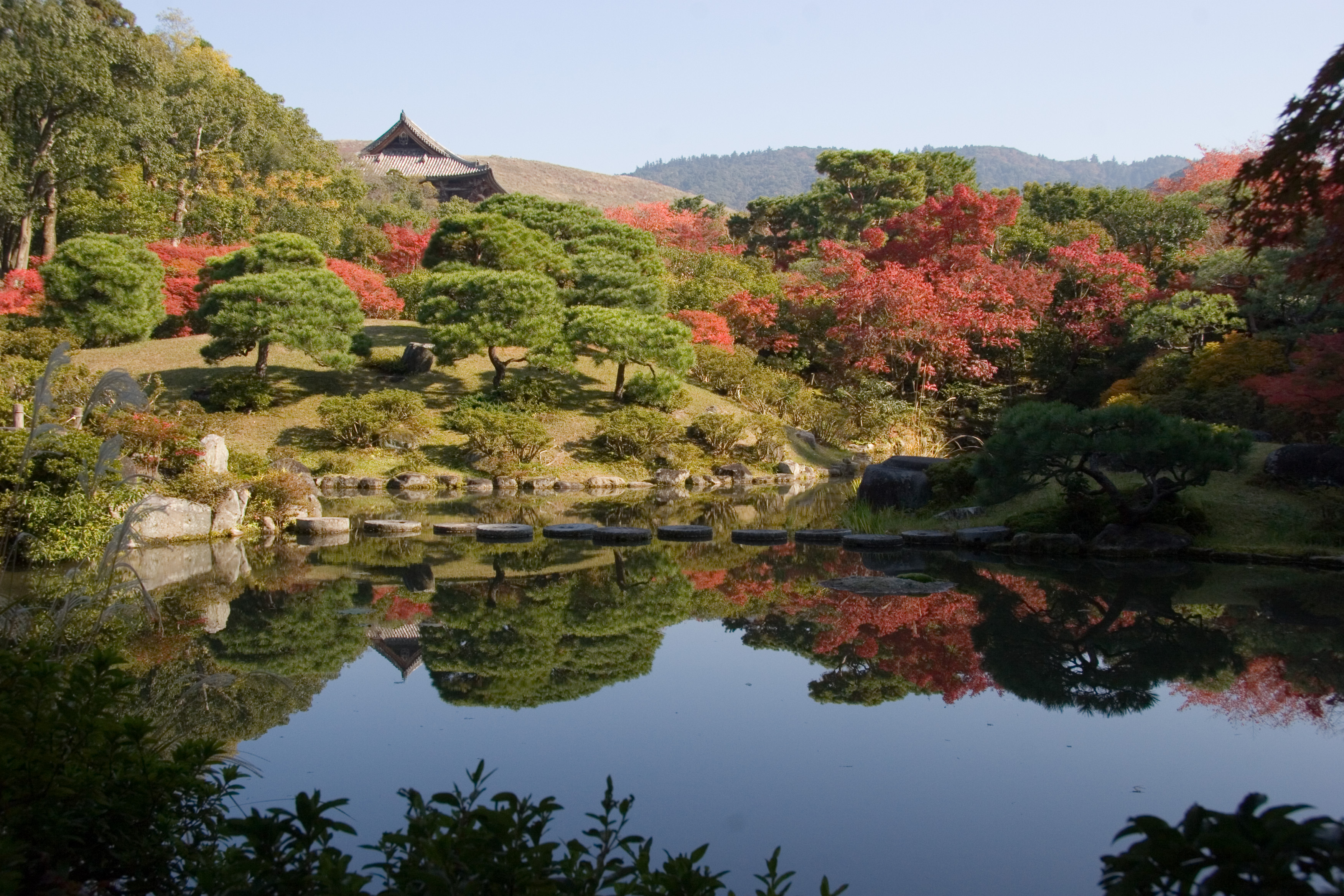
Pohled ze zahrady Isuien na začátku podzimu, směrem na bránu Nandaimon a kopce u Nary.

Zahrada Isuien 依水園 je japonská zahrada nacházející se v Naře, což bylo původní hlavní město Japonska, ležící blízko metropole Kjóto. Zahrada se dochovalo v původním stavu od vzniku v období Meidži a je jedinou procházkovou zahradou (Kaijú-Šiki-Teien) v Naře. Zahrada je rozdělena do dvou částí, které původně byly dvěma oddělenými zahradami, přičemž každá z nich má pagodu.

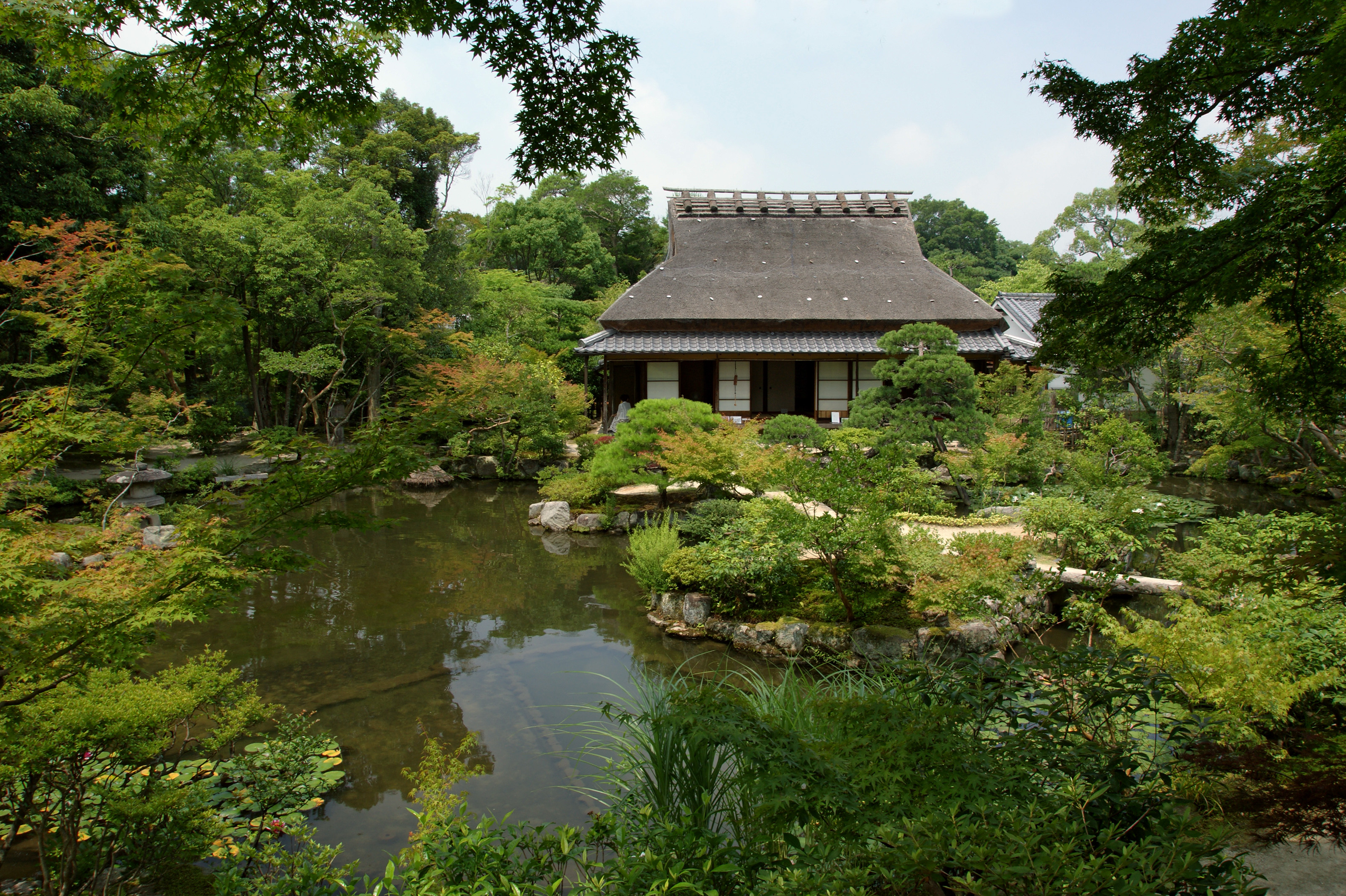
Jeden z čajových pavilonků.
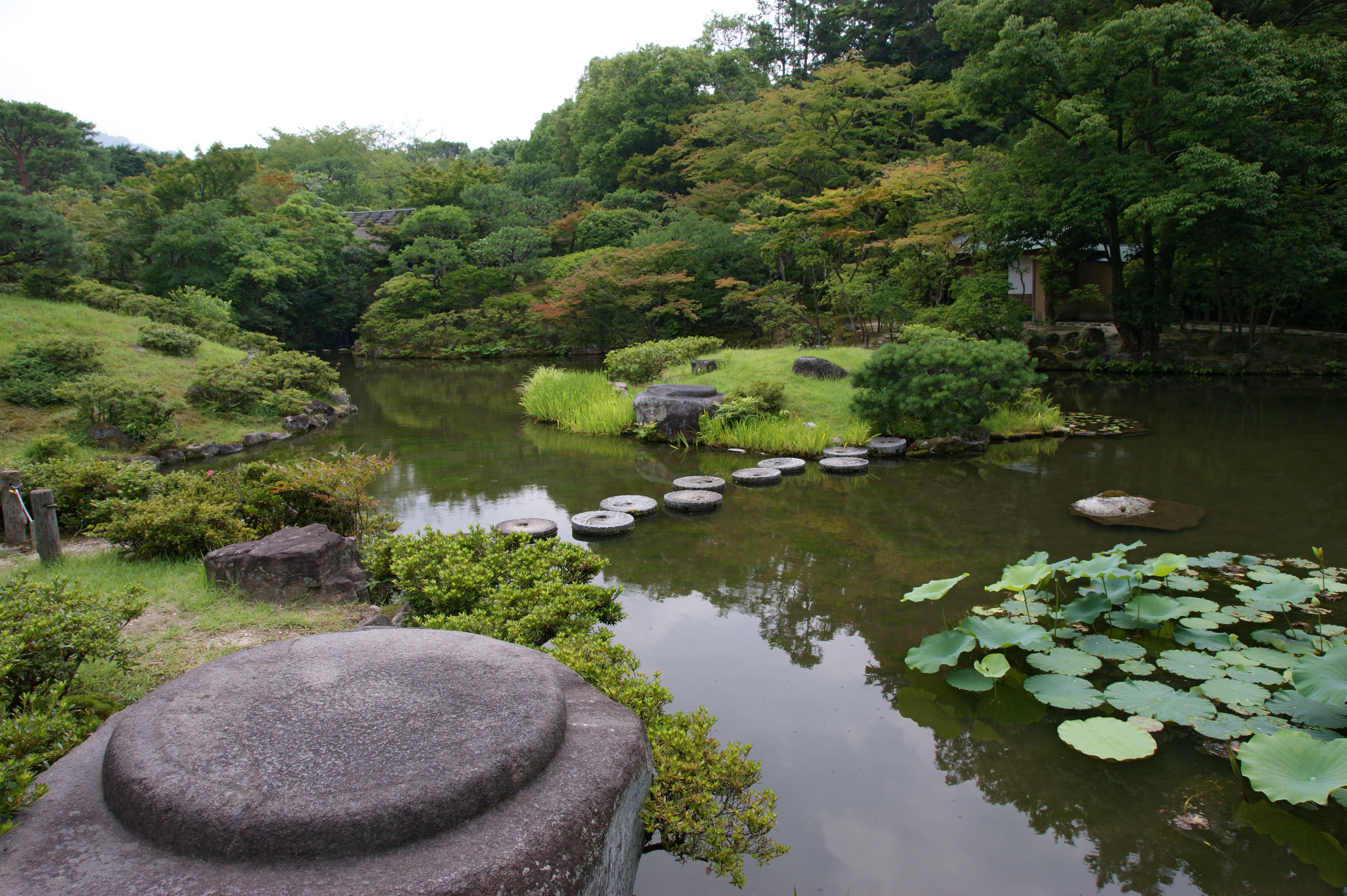
Cesta přes nádrž na ostrůvek.
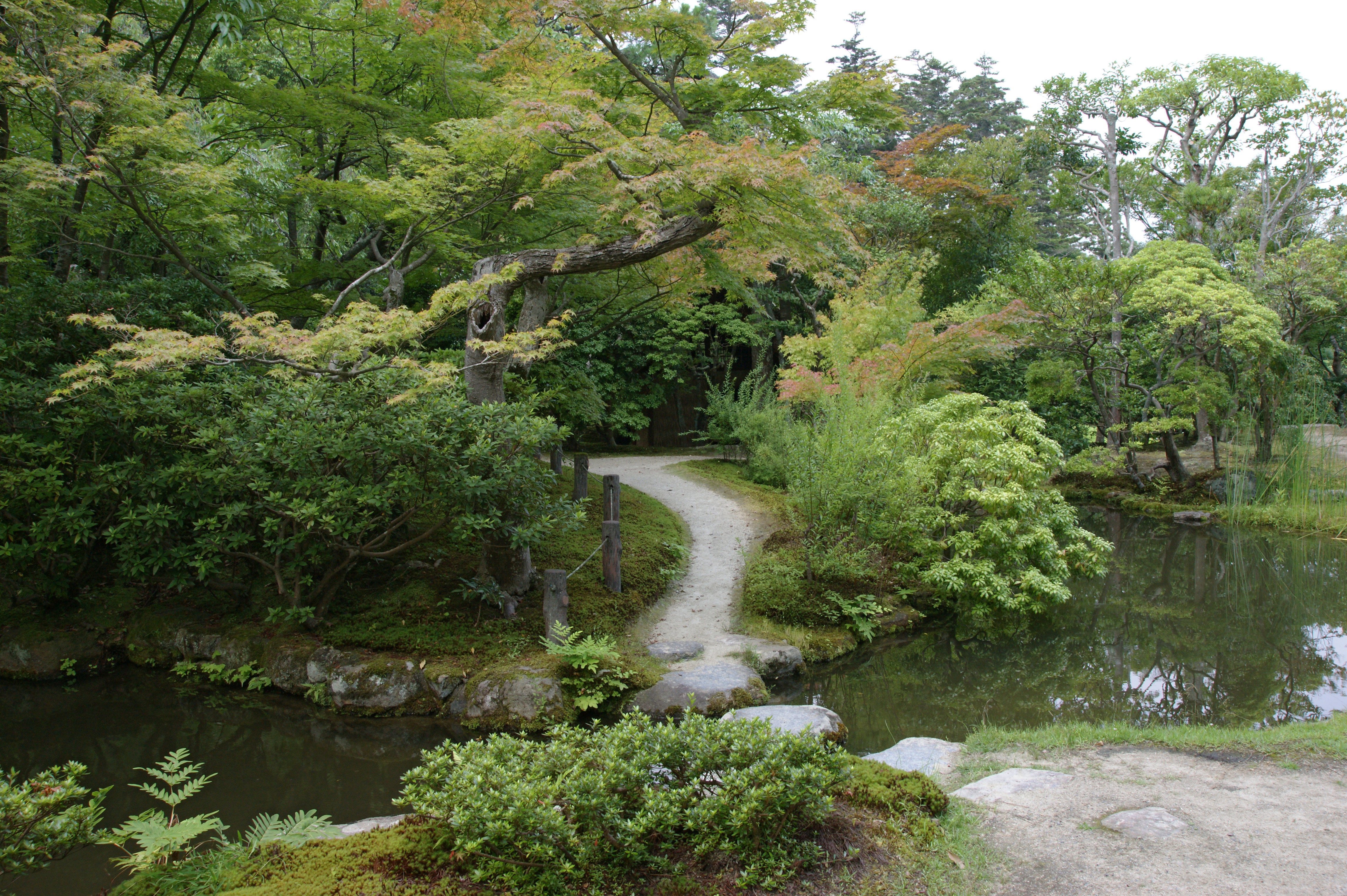
Přerušení cesty vodním tokem, malebnost listnatých dřevin vytvářejících oblé tvary.

## Úprava
Zahrady pokrývají plochu zhruba 13 500 metrů čtverečních. Uprostřed nádrží v zahradě jsou dva ostrůvky se sochami jeřába a želvy. Tyto sochy jsou zvířata, která v japonské kultuře představují dlouhověkost. Majitel pozemku najal pro rekonstrukci zahrady Horitoku, zahradního architekta ze školy Urasenke.
Dům v Hyoshin-tei a také západní nádrž, jsou navrženy zahradním architektem Kimura Seibei, který je rovněž autorem ze školy Urasenke. Přístup k domu je vytvořen pomocí techniky šakkei (借景, vypůjčené scenérie), která využívá výhledy na krajinu mimo zahradu, jako jsou hory nebo chrámy, jejich začleněním do pohledu, aby zahrada vypadala větší, než ve skutečnosti je.
Kompozice krajiny tak zahrnuje výhled přes střechy širokého jižních vchodu (Nandaimon) chrámu Tódai-dži a také přes jako tři vyšší kopce převyšující Naru: hor Wakakusa, Kasuga a Mikasa. Pohled je rámovaný stromy svatyně Himuro na jihu a chrámem Tódai-dži na severu. Ty vytváří prostor mezi zahradou a pozadím. Pozorovatel tak může vnímat zahradu jako zdánlivě neomezený prostor krajiny, bez viditelného přerušení umělými překážkami.
Nádrž je vytvořena ve tvaru kandži 水. Tento znak má význam "voda" (mizu). Ostrov, který se nachází uprostřed, je propojen s břehem řadou šlapáků. Ty vytváří cestu přes záliv. Šlapáky byly dříve použity k drcení pigmentů užívaných při barvení. Zahrada je také vyzdobena dekorativními kameny, které byly populární během období Meidži. Nádrž je napájena řekou Yosiki, která protéká okolo zahrady.